# Kapsejlads på Aarhus Universitet
Kapsejladsen på Aarhus Universitet er en årligt tilbagevendende ølstafet på en af søerne i Universitetsparken i Aarhus. Den første kapsejlads blev afholdt i 1991, og den er blevet afholdt hvert år siden. Dysten ligger en fredag sidst i april eller i starten af maj.
Ved kapsejladsen deltager normalt 14 festforeninger, hvor 12 af dem dyster om sejren og 2 er udvalgt som dommer. Dysten går i al enkelthed ud på at krydse søen i en oppustelig kajak, som man selv medbringer, drikke 1 øl, dreje 10 gange om flasken og derefter komme tilbage over søen, på samme måde igen. Hvert hold skal stille med 5 deltagere, hvoraf der skal være mindst en af hvert køn.
En væsentlig del af arrangementet, er de forskellige holds indmarch nede ved søens bred. Ofte består disse af større koordinerede opsætninger af de enkelte hold, som regel i kostume. I tidens løb har holdenes indmarch budt på både helikoptere, kameler og en elefant. 
Der dystes om æren og trofæet "Det gyldne bækken". Medicinstudiet har vundet flest dyster med sammenlagt 13 førstepladser.
Arrangementet er de senere år blevet overværet af op imod 30.000 tilskuere.
Holdene der deltager varierer år fra år, også dommer posten skifter hænder hvert år.
Blandt de hold der deltager kan nævnes: SIFFOS (Folkesundhedsvidenskab), Umbilicus (Medicin), FUT (Ingeniørhøjskolen), Økonomisk Forening (Økonomi), JUS (Jura), Beerceps Maximus (Idrætsvidenskab), Politologisk Forening (Statskundskab), Apollonia (Tandlægeskolen), Kein Cortex & Fuld Fontex (Psykologi), Humbug (Humaniora), @lkymia (Kemi), TÅGEKAMMERET (Matematik), Studenterlauget (Erhvervsøkonomi), Ambrosia (VIA University College, Aarhus N), HAV(Erhvervsakademi Aarhus) og PROFUS(VIA University College, Aarhus C)

## År for år
| År   | Dato      | Konferencier                             | Vinder        | 2. plads      | 3. plads      | Optræden        | Tilskuere     | Kilder            |
| ---- | --------- | ---------------------------------------- | ------------- | ------------- | ------------- | --------------- | ------------- | ----------------- |
| 2000 | 5. maj    | Niels Franzen og Thomas Dissing          | Medicin       |               |               | -               | -             | [ 4 ]             |
| 2001 | 4. maj    | Niels Franzen og Thomas Dissing          | Medicin       |               |               | -               | -             | [ 4 ]             |
| 2002 | 3. maj    | Casper Christensen                       | Idræt         |               |               | -               | -             | [ 4 ]             |
| 2003 | 2. maj    | Anders Lund Madsen                       | Medicin       |               |               | -               | 10.000        | [ 4 ] [ 5 ]       |
| 2004 | 7. maj    | Jacob Clausen                            | Medicin       |               |               | -               | -             | [ 4 ]             |
| 2005 | 4. maj    | Dolph og Michael Wulff                   | Medicin       |               |               | -               | -             | [ 4 ] [ 6 ]       |
| 2006 | 5. maj    | Niels-Peter Henriksen og Anders Bonde    | Økonomi       | Medicin       | Ingeniørerne  | -               | -             | [ 4 ]             |
| 2007 | 4. maj    | Monrad & Rislund                         | Medicin       |               |               | -               | -             | [ 4 ] [ 7 ]       |
| 2008 | 2. maj    | Anders Lund Madsen og Anders Breinholt   | Medicin       | Økonomi       | Statskundskab | -               | 15.000        | [ 4 ] [ 8 ] [ 9 ] |
| 2009 | 7. maj    | Mads Brügger og Mikael Bertelsen         | Økonomi       | Statskundskab | Medicin       | -               | 15.000        | [ 4 ] [ 10 ]      |
| 2010 | 29. april | Simon Jul og Rasmus Bjerg                | Medicin       | Økonomi       | Ingeniørerne  | -               | -             | [ 11 ]            |
| 2011 | 29. april | Huxi Bach og Karen Thisted               | Økonomi       | Medicin       | Ingeniørerne  | -               | 20.000        | [ 12 ]            |
| 2012 | 3. maj    | Dennis Ritter og Jørgen Leth             | Økonomi       | Ingeniørerne  | Psykologi     | -               | 24.000        | [ 13 ] [ 14 ]     |
| 2013 | 25. april | Esben Bjerre Hansen og Peter Falktoft    | Medicin       | Psykologi     | Apollonia     | Orgi-E          | 25.000        | [ 15 ]            |
| 2014 | 9. maj    | Esben Bjerre Hansen og Peter Falktoft    | Statskundskab | SIFFOS        | Psykologi     | Suspekt         | 25.000-30.000 | [ 16 ]            |
| 2015 | 24. april | Simon Jul og Rasmus Bjerg                | Medicin       | Psykologi     | Økonomi       | Ukendt Kunstner | 25.000-30.000 | [ 17 ]            |
| 2016 | 6. maj    | Pelle Peter Jensen og Nicholas Kawamura  | Psykologi     | Idræt         | Økonomi       | Johnson         | 25.000-30.000 |                   |
| 2017 | 28. april | David Mandel og Christian Fuhlendorff    | Psykologi     | SIFFOS        | Økonomi       | Djämes Braun    | 25.000-30.000 | [ 18 ]            |
| 2018 | 4. maj    | Anders Lund Madsen og Anders Breinholt   | Medicin       | Idræt         | Ingeniørerne  | Vigiland        | 25.000-30.000 | [ 19 ]            |
| 2019 | 3. maj    | Rolf Sørensen og Dennis Ritter           | Medicin       | Ingeniørerne  | Økonomi       | TopGunn         | 25.000-30.000 | [ 20 ]            |
| 2020 | 23. juli  | Andreas Friis og Mathias Bartholdy       | Medicin       | Ingeniørerne  | Økonomi       | -               | 100*          | [ 21 ]            |
| 2021 | 25. juni  | Simon Jul og Peter Falktoft              | Psykologi     | Ingeniørerne  | Medicin       | -               | 300*          | [ 22 ] [ 23 ]     |
| 2022 | 29. april | Melvin Kakooza og Martin Johannes Larsen | Ingeniørerne  | Medicin       | PROFUS        | Tobias Rahim    | 35.000-40.000 | [ 24 ]            |
| 2023 | 28. april | Melvin Kakooza og Martin Johannes Larsen | Medicin       | Statskundskab | Ingeniørerne  | Lamin           | 30.000        | [ 25 ]            |
| 2024 | 3. maj    | Esben Bjerre Hansen og Peter Falktoft    | Medicin       | Statskundskab | Apollonia     | Tessa           | 30.000        | [ 26 ] [ 27 ]     |
| 2025 | 25. april | Mark Le Fevre og Thomas Warberg          | Apollonia     | PROFUS        | Idræt         | Uro             | 30.000        | [ 28 ]            |

*Grundet forsamlingsforbuddet i forbindelse med COVID-19.

## Medvirkende, tider og resultater år for år (2006-2025)
Tider er målt ud fra videoer, så mindre usikkerheder kan forekomme.
|      | Heat 1                | Heat 1  | Heat 2             | Heat 2  | Heat 3           | Heat 3  |  | Finalen          | Finalen |  | Resultat | Resultat         |
| Bane | Forening              | Tid     | Forening           | Tid     | Forening         | Tid     |  | Forening         | Tid     |  |          | Forening         |
| ---- | --------------------- | ------- | ------------------ | ------- | ---------------- | ------- |  | ---------------- | ------- |  | -------- | ---------------- |
| 1    | Umbilicus             | 3:27,44 | Økonomisk Forening | 3:33,50 | Humbug           | 3:55,79 |  | FUT              | 3:38,44 |  | 1. plads | Apollonia        |
| 2    | Politologisk Forening | 3:57,44 | FUT                | 3:23,48 | Beerceps Maximus | 3:28,14 |  | Beerceps Maximus | 3:34,18 |  | 2. plads | Profus           |
| 3    | Profus                | 3:18,30 | JUS                | 4:10,57 | Psykologi        | 3:36,19 |  | Profus           | 3:30,40 |  | 3. plads | Beerceps Maximus |
| 4    | Studenterlauget       | 3:48,35 | Apollonia          | 3:10,25 | SIFFOS           | 3:42,28 |  | Apollonia        | 3:11,62 |  | 4. plads | FUT              |

|      | Heat 1             | Heat 1  | Heat 2                | Heat 2  | Heat 3   | Heat 3  |  | Finalen               | Finalen |  | Resultat | Resultat              |
| Bane | Forening           | Tid     | Forening              | Tid     | Forening | Tid     |  | Forening              | Tid     |  |          | Forening              |
| ---- | ------------------ | ------- | --------------------- | ------- | -------- | ------- |  | --------------------- | ------- |  | -------- | --------------------- |
| 1    | Økonomisk Forening | 3:32,94 | Beerceps maximus      | 3:45,42 | Humbug   | 3:39,01 |  | Umbilicus             | 3:16,31 |  | 1. plads | Umbilicus             |
| 2    | Umbilicus          | 3:16,46 | Politologisk Forening | 3:21,76 | HAV      | 3:45,51 |  | Politologisk Forening | 3:18,58 |  | 2. plads | Politologisk Forening |
| 3    | SIFFOS             | 3:38,55 | Alkymia               | 3:30,89 | Profus   | 3:24,07 |  | Profus                | 3:27,85 |  | 3. plads | Apollonia             |
| 4    | Ambrosia           | 3:48,66 | Apollonia             | 3:19,73 | FUT      | 3:50,23 |  | Apollonia             | 3:22,90 |  | 4. plads | PROFUS                |

|      | Heat 1    | Heat 1  | Heat 2          | Heat 2  | Heat 3                | Heat 3  |  | Finalen               | Finalen |  | Resultat | Resultat              |
| Bane | Forening  | Tid     | Forening        | Tid     | Forening              | Tid     |  | Forening              | Tid     |  |          | Forening              |
| ---- | --------- | ------- | --------------- | ------- | --------------------- | ------- |  | --------------------- | ------- |  | -------- | --------------------- |
| 1    | Umbilicus | 3.30,10 | Studenterlauget | 3.45,56 | Psykologi             | 4.04,43 |  | Umbilicus             | 3.26,43 |  | 1. plads | Umbilicus             |
| 2    | Profus    | 3.43,43 | JUS             | 4.02,98 | Politologisk Forening | 3.41,65 |  | Politologisk Forening | 3.30,74 |  | 2. plads | Politologisk Forening |
| 3    | Ambrosia  | 4.41,40 | Alkymia         | 4.25,63 | Apollonia             | 3.56,65 |  | PROFUS                | 3.38,51 |  | 3. plads | FUT                   |
| 4    | Humbug    | 4.21,20 | FUT             | 3.33,53 | Kurts Strandbar       | 4.13,63 |  | FUT                   | 3.35,65 |  | 4. plads | PROFUS                |

|      | Heat 1                | Heat 1  | Heat 2           | Heat 2  | Heat 3          | Heat 3  |  | Finalen   | Finalen |  | Resultat | Resultat  |
| Bane | Forening              | Tid     | Forening         | TId     | Forening        | TId     |  | Forening  | Tid     |  |          | Forening  |
| ---- | --------------------- | ------- | ---------------- | ------- | --------------- | ------- |  | --------- | ------- |  | -------- | --------- |
| 1    | Politologisk Forening | 3.39,74 | Beerceps maximus | 3.44,48 | Kurts Strandbar | 4.30,58 |  | Psykologi | 3.42,29 |  | 1. plads | FUT       |
| 2    | HUMBUG                | 3.50,26 | Profus           | 3.36,25 | SIFFOS          | 3.43,64 |  | Profus    | 3.31,91 |  | 2. plads | Umbilicus |
| 3    | Umbilicus             | 3.29,17 | JUS              | 3.49,17 | Apollonia       | 3.52,99 |  | Umbilicus | 3.31,66 |  | 3. plads | Profus    |
| 4    | Økonomisk Forening    | 3.44,06 | Psykologi        | 3.37,21 | FUT             | 3.24,33 |  | FUT       | 3.27,14 |  | 4. plads | Psykologi |

Til Kapsejladsen 2022 var det første gang man tog den bedste 2. plads fra de indledende heats med i finalen.
|      | Heat 1                | Heat 1  | Heat 2           | Heat 2  | Heat 3    | Heat 3  |  | Finalen   | Finalen |  | Resultat        | Resultat  |
| Bane | Forening              | Tid     | Forening         | Tid     | Forening  | Tid     |  | Forening  | Tid     |  |                 | Forening  |
| ---- | --------------------- | ------- | ---------------- | ------- | --------- | ------- |  | --------- | ------- |  | --------------- | --------- |
| 1    | Økonomisk forening    | 3.26,51 | FUT              | 3.27,83 | Humbug    | 4.18,79 |  | FUT       | 3.32,43 |  | 1. plads        | Psykologi |
| 2    | Umbilicus             | 3.19,66 | Beerceps Maximus | 3.30,49 | Ambrosia  | 3.46,95 |  | Umbilicus | 3.25,05 |  | 2. plads        | FUT       |
| 3    | Studenterlauget       | 3.29,72 | JUS              | 3.39,85 | Psykologi | 3.25,71 |  | Psykologi | 3.25,53 |  |                 |           |
| 4    | Politologisk Forening | 3.29,39 | Alkymia          | 4.11,44 | Apollonia | 4.19,40 |  |           |         |  | Diskvalificeret | Umbilicus |

Til kapsejladsen 2021 blev Umbilicus diskvalificeret i finalen. Diskvalifikationen skyldes der blev sejlet ind i en af konkurrenternes bane, hvor man have så meget kontakt med modstanderens båd, at dommerne vurderede dette var med til at påvirke det endelige resultat af kapsejladsen. Umbilicus er det første hold til at blive taberdømt efter at have ramt målstregen først.
|      | Heat 1          | Heat 1  | Heat 2                | Heat 2  | Heat 3   | Heat 3  |  | Finalen            | Finalen |  | Resultat | Resultat           |
| Bane | Forening        | Tid     | Forening              | Tid     | Forening | Tid     |  | Forening           | Tid     |  |          | Forening           |
| ---- | --------------- | ------- | --------------------- | ------- | -------- | ------- |  | ------------------ | ------- |  | -------- | ------------------ |
| 1    | Studenterlauget | 3.49,48 | Økonomisk forening    | 4.36,98 | SIFFOS   | 3.49,83 |  | Økonomisk forening | 4.29,21 |  | 1. plads | Umbilicus          |
| 2    | Psykologi       | 4.16,64 | Politologisk Forening | 4.54,05 | Profus   | 3.58,55 |  | FUT                | 3.32,72 |  | 2. plads | FUT                |
| 3    | Umbilicus       | 3.33,58 | Alkymia               | 5.23,61 | FUT      | 3.44,38 |  | Umbilicus          | 3.27,87 |  | 3. plads | Økonomisk forening |
| 4    | JUS             | 4.37,17 |                       |         |          |         |  |                    |         |  |          |                    |

Kapsejladsen 2020 blev holdt i hemmelighed grundet corona epidemien. Ingen af de deltagende hold havde dermed mulighed for at træne i Universitets parken op til kapsejladsen 2020. 3 af de udtaget foreninger (Beerceps Maximus, TÅGEKAMMERET og Apollonia) måtte grundet corona epidemien også melde afbud til kapsejladsen 2020.
|      | Heat 1    | Heat 1  | Heat 2             | Heat 2  | Heat 3                | Heat 3  |  | Finalen            | Finalen |  | Resultat | Resultat           |
| Bane | Forening  | Tid     | Forening           | Tid     | Forening              | Tid     |  | Forening           | Tid     |  |          | Forening           |
| ---- | --------- | ------- | ------------------ | ------- | --------------------- | ------- |  | ------------------ | ------- |  | -------- | ------------------ |
| 1    | SIFFOS    | 3.41,13 | Studenterlauget    | 3.23,72 | Politologisk Forening | 3.47,79 |  | Økonomisk Forening | 3.27,79 |  | 1. plads | Umbilicus          |
| 2    | Ambrosia  | 4.02,97 | Økonomisk Forening | 3.16,63 | Apollonia             | 3.53,56 |  | Umbilicus          | 3.10,74 |  | 2. plads | FUT                |
| 3    | Umbilicus | 3.08,22 | Profus             | 3.33,07 | Psykologi             | 3.31,82 |  | FUT                | 3.20,39 |  | 3. plads | Økonomisk Forening |
| 4    | JUS       | 3.54,00 | Beerceps Maximus   | 3.17,09 | FUT                   | 3.20,19 |  |                    |         |  |          |                    |

|      | Heat 1             | Heat 1  | Heat 2           | Heat 2  | Heat 3                | Heat 3  |  | Finalen          | Finalen |  | Resultat | Resultat         |
| Bane | Forening           | Tid     | Forening         | Tid     | Forening              | Tid     |  | Forening         | Tid     |  |          | Forening         |
| ---- | ------------------ | ------- | ---------------- | ------- | --------------------- | ------- |  | ---------------- | ------- |  | -------- | ---------------- |
| 1    | Økonomisk Forening | 3.19,62 | Profus           | 4.09,91 | Humbug                | 4.40,06 |  |                  |         |  | 1. plads | Umbilicus        |
| 2    | Umbilicus          | 3.14,77 | Apollonia        | 3.49,49 | Politologisk Forening | 3.31,32 |  | Umbilicus        | 3.17,52 |  | 2. plads | Beerceps Maximus |
| 3    | Alkymia            | 3.40,96 | Studenterlauget  | 3.47,09 | Psykologi             | 3.33,24 |  | Beerceps Maximus | 3.31,79 |  | 3. plads | FUT              |
| 4    | SIFFOS             | 3.57,41 | Beerceps Maximus | 3.26,42 | FUT                   | 3.28,02 |  | FUT              | 3.34,15 |  |          |                  |

|      | Heat 1             | Heat 1  | Heat 2                | Heat 2  | Heat 3          | Heat 3  |  | Finalen            | Finalen |  | Resultat | Resultat           |
| Bane | Forening           | Tid     | Forening              | Tid     | Forening        | Tid     |  | Forening           | Tid     |  |          | Forening           |
| ---- | ------------------ | ------- | --------------------- | ------- | --------------- | ------- |  | ------------------ | ------- |  | -------- | ------------------ |
| 1    | Økonomisk Forening | 3.12,38 | Humbug                | 4.21,27 | Ambrosia        | N/A     |  | Økonomsik Forening | 3.32,58 |  | 1. plads | Psykologi          |
| 2    | Umbilicus          | 3.16,68 | Politologisk Forening | 3.30,34 | SIFFOS          | 3.25,28 |  | SIFFOS             | 3.23,75 |  | 2. plads | SIFFOS             |
| 3    | Beerceps Maximus   | 3.15,58 | Psykologi             | 3.22,27 | Kurts Strandbar | N/A     |  | Psykologi          | 3.16,05 |  | 3. plads | Økonomisk Forening |
| 4    | TÅGEKAMMERET       | DNF     | JUS                   | 3.53,93 | FUT             | N/A     |  |                    |         |  |          |                    |

Til Kapsejladsen 2017 var det første år hvor man indførte spinnemåtter så sejlere ikke skulle spinne på græsset/jorden. Dette var også med til at dommerne fik det lettere ved at se om sejlerne blev på deres egen bane.
|      | Heat 1                | Heat 1  | Heat 2             | Heat 2  | Heat 3    | Heat 3  |  | Finalen            | Finalen |  | Resultat | Resultat           |
| Bane | Forening              | Tid     | Forening           | Tid     | Forening  | Tid     |  | Forening           | Tid     |  |          | Forening           |
| ---- | --------------------- | ------- | ------------------ | ------- | --------- | ------- |  | ------------------ | ------- |  | -------- | ------------------ |
| 1    | Beerceps Maximus      | 3.23,17 | Økonomisk Forening | 3.28,98 | Ambrosia  | 3.59,21 |  | Økonomsik Forening | 3.46,09 |  | 1. plads | Psykologi          |
| 2    | SIFFOS                | 3.29,10 | Apollonia          | 3.34,24 | Psykologi | 3.21,14 |  | Psykologi          | 3.23,44 |  | 2. plads | Beerceps Maximus   |
| 3    | Umbilicus             | 3.25,67 | Kurts Strandbar    | 4.01,23 | JUS       | 3.31,84 |  | Beerceps Maximus   | 3.31,85 |  | 3. plads | Økonomisk Forening |
| 4    | Politologisk Forening | 3.46,11 | TÅGEKAMMERET       | DNF     | FUT       | 3.55,48 |  |                    |         |  |          |                    |

|      | Heat 1           | Heat 1  | Heat 2       | Heat 2  | Heat 3                | Heat 3  |  | Finalen            | Finalen |  | Resultat | Resultat           |
| Bane | Forening         | Tid     | Forening     | Tid     | Forening              | Tid     |  | Forening           | Tid     |  |          | Forening           |
| ---- | ---------------- | ------- | ------------ | ------- | --------------------- | ------- |  | ------------------ | ------- |  | -------- | ------------------ |
| 1    | Ambrosia         | N/A     | Humbug       | 4.08,74 | Politologisk Forening | N/A     |  | Psykologi          | 3.31,56 |  | 1. plads | Umbilicus          |
| 2    | SIFFOS           | 3.22,95 | Psykologi    | 3.31,13 | JUS                   | 3.26,72 |  | Umbilicus          | 3.24,06 |  | 2. plads | Psykologi          |
| 3    | Umbilicus        | 3.16,19 | Alkymia      | 3.53,49 | Apollonia             | N/A     |  | Økonomisk Forening | 3.32,93 |  | 3. plads | Økonomisk Forening |
| 4    | Beerceps Maximus | 3.32,42 | TÅGEKAMMERET | DNF     | Økonomisk Forening    | 3.25,48 |  |                    |         |  |          |                    |

Til Kapsejladsen 2015 var der bygget en træplatform i siden hvor sejlerne spinner. Denne træplatform var med til at gøre det mere lige hvilken bane man sejlede på.
|      | Heat 1             | Heat 1  | Heat 2                | Heat 2  | Heat 3       | Heat 3  |  | Finalen               | Finalen |  | Resultat | Resultat              |
| Bane | Forening           | Tid     | Forening              | Tid     | Forening     | Tid     |  | Forening              | Tid     |  |          | Forening              |
| ---- | ------------------ | ------- | --------------------- | ------- | ------------ | ------- |  | --------------------- | ------- |  | -------- | --------------------- |
| 1    | Økonomisk Forening | N/A     | Politologisk Forening | 3.33,37 | Humbug       | 4.08,51 |  | Politologisk Forening | 3.39,50 |  | 1. plads | Politologisk Forening |
| 2    | Beerceps Maximus   | N/A     | Lærerne               | N/A     | Apollonia    | 3.56,27 |  | SIFFOS                | 3.51,39 |  | 2, plads | SIFFOS                |
| 3    | Umbilicus          | 3.48,03 | JUS                   | 4.06,62 | Psykologi    | 3.53,31 |  | Psykologi             | 4.02,58 |  | 3, plads | Psykologi             |
| 4    | SIFFOS             | 3.45,20 | FUT                   | 4.02,24 | TÅGEKAMMERET | DNF     |  |                       |         |  |          |                       |

|      | Heat 1                | Heat 1  | Heat 2    | Heat 2 | Heat 3           | Heat 3 |  | Finalen   | Finalen |  | Resultat | Resultat  |
| Bane | Forening              | Tid     | Forening  | Tid    | Forening         | Tid    |  | Forening  | Tid     |  |          | Forening  |
| ---- | --------------------- | ------- | --------- | ------ | ---------------- | ------ |  | --------- | ------- |  | -------- | --------- |
| 1    | Politologisk Forening | 3.36,36 | FUT       |        | Humbug           |        |  | Psykologi | 3.26,91 |  | 1. plads | Umbilicus |
| 2    | Alkymia               | 4.01,31 | Ambrosia  |        | Psykologi        |        |  | Apollonia | 3.43,56 |  | 2. plads | Psykologi |
| 3    | Umbilicus             | 3.22,99 | Apollonia |        | Beerceps Maximus |        |  | Umbilicus | 3.20,46 |  | 3. plads | Apollonia |
| 4    | Økonomisk Forening    | 3.50,62 | Lærerne   |        | TÅGEKAMMERET     | DNF    |  |           |         |  |          |           |

|      | Heat 1             | Heat 1  | Heat 2           | Heat 2  | Heat 3                | Heat 3  |  | Finalen            | Finalen |  | Resultat | Resultat           |
| Bane | Forening           | Tid     | Forening         | Tid     | Forening              | Tid     |  | Forening           | Tid     |  |          | Forening           |
| ---- | ------------------ | ------- | ---------------- | ------- | --------------------- | ------- |  | ------------------ | ------- |  | -------- | ------------------ |
| 1    | Økonomisk Forening | 3.29,36 | Beerceps Maximus | 3.43,09 | Apollonia             | 3.49,28 |  | FUT                |         |  | 1. plads | Økonomisk Forening |
| 2    | Umbilicus          | 3.40,49 | FUT              | 3.41,43 | Politologisk Forening | 3.56,37 |  | Økonomisk Forening | 3.37,14 |  | 2. plads | FUT                |
| 3    | Lærerne            | N/A     | Sygeplejerne     | N/A     | JUS                   | N/A     |  | Psykologi          |         |  | 3. plads | Psykologi          |
| 4    | TÅGEKAMMERET       | DNF     | Humbug           | 3.49,68 | Psykologi             | 3.47,00 |  |                    |         |  |          |                    |

|      | Heat 1                  | Heat 1 | Heat 2                | Heat 2 | Heat 3       | Heat 3 |  | Finalen            | Finalen |  | Resultat | Resultat           |
| Bane | Forening                | Tid    | Forening              | Tid    | Forening     | Tid    |  | Forening           | Tid     |  |          | Forening           |
| ---- | ----------------------- | ------ | --------------------- | ------ | ------------ | ------ |  | ------------------ | ------- |  | -------- | ------------------ |
| 1    | Psykologi               |        | Økonomisk Forening    |        | JUS          |        |  | Økonomisk Forening | 3.46,52 |  | 1. plads | Økonomisk Forening |
| 2    | Søstrene (Sygeplejerne) |        | Humbug                |        | TÅGEKAMMERET | DNF    |  | FUT                | 4.01,91 |  | 2. plads | Umbilicus          |
| 3    | Umbilicus               |        | Theos Bar             |        | FUT          |        |  | Umbilicus          | 3.46,67 |  | 3. plads | FUT                |
| 4    | Apollonia               |        | Politologisk Forening |        | Idræt        |        |  |                    |         |  |          |                    |

Til kapsejladsen 2011 ændres reglerne til hvilke både der må anvendes til kapsejlsen.
|      | Heat 1    | Heat 1  | Heat 2             | Heat 2  | Heat 3                | Heat 3  |  | Finalen            | Finalen |  | Resultat | Resultat           |
| Bane | Forening  | Tid     | Forening           | Tid     | Forening              | Tid     |  | Forening           | Tid     |  |          | Forening           |
| ---- | --------- | ------- | ------------------ | ------- | --------------------- | ------- |  | ------------------ | ------- |  | -------- | ------------------ |
| 1    | Idræt     | 4.08,20 | Økonomisk Forening | 4.05,83 | Politologisk Forening | 4.16,04 |  | Økonomisk Forening | 4.20,78 |  | 1. plads | Umbilicus          |
| 2    | Psykologi | 3.56,21 | Handelshøjskolen   | 4.40,46 | Ingeniørerne          | 4.12,64 |  | Ingeniørerne       | 4.30,74 |  | 2. plads | Økonomisk Forening |
| 3    | Umbilicus | 3.38,51 | JUS                | 4.43,13 | Alkymia               | 4.34,99 |  | Umbilicus          | 3.46,03 |  | 3. plads | Ingeniørerne       |
| 4    | Apollonia | 4.07,69 | TÅGEKAMMERET       | DNF     | Humbug                | 5.28,03 |  |                    |         |  |          |                    |

|      | Heat 1           | Heat 1  | Heat 2             | Heat 2  | Heat 3                | Heat 3  |  | Finalen               | Finalen |  | Resultat | Resultat              |
| Bane | Forening         | Tid     | Forening           | Tid     | Forening              | Tid     |  | Forening              | Tid     |  |          | Forening              |
| ---- | ---------------- | ------- | ------------------ | ------- | --------------------- | ------- |  | --------------------- | ------- |  | -------- | --------------------- |
| 1    | Appolonia        | 4.23,27 | Økonomisk Forening | 4.14,02 | Politologisk Forening | 4.10,25 |  | Økonomisk Forening    | 3.54,06 |  | 1. plads | Økonomisk Forening    |
| 2    | Ingeniørerne     | 4.90,51 | JUS                | 5.15,37 | Alkymia               | 6.40,44 |  | Politologisk Forening | 3.56,01 |  | 2. plads | Politologisk Forening |
| 3    | Umbilicus        | 4.14,74 | Theos Bar          | 6.07,50 | Humbug                | 5.11,90 |  | Umbilicus             | 4.11,24 |  | 3. plads | Umbilicus             |
| 4    | Handelshøjskolen | 5.00,71 | BIOGAS             | 4.56,12 | TÅGEKAMMERET          | DNF     |  |                       |         |  |          |                       |

|      | Heat 1   | Heat 1 | Heat 2   | Heat 2 | Heat 3                      | Heat 3 |  | Finalen               | Finalen |  | Resultat | Resultat              |
| Bane | Forening | Tid    | Forening | Tid    | Forening                    | Tid    |  | Forening              | Tid     |  |          | Forening              |
| ---- | -------- | ------ | -------- | ------ | --------------------------- | ------ |  | --------------------- | ------- |  | -------- | --------------------- |
| 1    |          |        |          |        | Økonomisk Forening          |        |  | Økonomisk Forening    |         |  | 1. plads | Umbilicus             |
| 2    |          |        |          |        | Handelshøjskolen            |        |  | Umbilicus             |         |  | 2. plads | Økonomisk Forening    |
| 3    |          |        |          |        | Søstrene (Sygeplejerskerne) |        |  | Politologisk Forening |         |  | 3. plads | Politologisk Forening |
| 4    |          |        |          |        | TåGEKAMMERET                | DNF    |  |                       |         |  |          |                       |

I finalen 2008 var Økonomisk Forening foran i finalen, men blev idømt en straføl, da dommeren besluttede, at øllen ikke var blevet tømt korrekt. Dommerkendelsen, som Campus beskrev som kontroversiel, startede en debat omkring kapsejladsdommernes objektivitet.
|      | Heat 1   | Heat 1 | Heat 2   | Heat 2 | Heat 3   | Heat 3 |  | Finalen          | Finalen |  | Resultat | Resultat  |
| Bane | Forening | Tid    | Forening | Tid    | Forening | Tid    |  | Forening         | Tid     |  |          | Forening  |
| ---- | -------- | ------ | -------- | ------ | -------- | ------ |  | ---------------- | ------- |  | -------- | --------- |
| 1    |          |        |          |        |          |        |  | Umbilicus        |         |  | 1. plads | Umbilicus |
| 2    |          |        |          |        |          |        |  | Juridisk Selskab |         |  | 2. plads |           |
| 3    |          |        |          |        |          |        |  |                  |         |  | 3. plads |           |
| 4    |          |        |          |        |          |        |  |                  |         |  |          |           |

|      | Heat 1                      | Heat 1 | Heat 2       | Heat 2 | Heat 3           | Heat 3 |  | Finalen            | Finalen |  | Resultat | Resultat           |
| Bane | Forening                    | Tid    | Forening     | Tid    | Forening         | Tid    |  | Forening           | Tid     |  |          | Forening           |
| ---- | --------------------------- | ------ | ------------ | ------ | ---------------- | ------ |  | ------------------ | ------- |  | -------- | ------------------ |
| 1    | Økonomisk Forening          |        |              |        | Umbilicus        |        |  | Økonomisk Forening |         |  | 1. plads | Økonomisk Forening |
| 2    | Søstrene (Sygeplejerskerne) |        |              |        | Beerceps Maximus |        |  | Umbilicus          |         |  | 2. plads | Umbilicus          |
| 3    | Politologisk Forening       |        |              |        | Juridisk Selskab |        |  | Ingeniørerne       |         |  | 3. plads | Ingeniørerne       |
| 4    | Journalisterne              |        | TÅGEKAMMERET | DNF    |                  |        |  |                    |         |  |          |                    |

## Rekorder (2006-2025)
| Hurtigste samlede tider (under 3.20,00) | Hurtigste samlede tider (under 3.20,00) | Hurtigste samlede tider (under 3.20,00) | Hurtigste samlede tider (under 3.20,00) | Hurtigste samlede tider (under 3.20,00) |
| Årstal                                  | Forening                                | Heat                                    | Bane                                    | Tid                                     |
| --------------------------------------- | --------------------------------------- | --------------------------------------- | --------------------------------------- | --------------------------------------- |
| 2019                                    | Umbilicus                               | 1                                       | 3                                       | 3:08,22                                 |
| 2019                                    | Umbilicus                               | Finalen                                 | 2                                       | 3:10,74                                 |
| 2017                                    | Økonomisk Forening                      | 1                                       | 1                                       | 3:12,38                                 |
| 2018                                    | Umbilicus                               | 1                                       | 2                                       | 3:14,77                                 |
| 2017                                    | Beerceps Maximus                        | 1                                       | 3                                       | 3:15,58                                 |
| 2017                                    | Psykologi                               | Finalen                                 | 3                                       | 3:16,05                                 |
| 2016                                    | Umbilicus                               | 1                                       | 3                                       | 3:16,19                                 |
| 2024                                    | Umbilicus                               | Finalen                                 | 1                                       | 3:16,31                                 |
| 2024                                    | Umbilicus                               | 1                                       | 2                                       | 3:16,46                                 |
| 2019                                    | Økonomisk Forening                      | 2                                       | 2                                       | 3:16,63                                 |
| 2017                                    | Umbilicus                               | 1                                       | 2                                       | 3:16,68                                 |
| 2019                                    | Beerceps Maximus                        | 2                                       | 4                                       | 3:17,09                                 |
| 2018                                    | Umbilicus                               | Finalen                                 | 2                                       | 3:17,52                                 |
| 2024                                    | Politologisk Forening                   | Finalen                                 | 2                                       | 3:18,58                                 |
| 2018                                    | Økonomisk Forening                      | 1                                       | 1                                       | 3:19,62                                 |
| 2021                                    | Umbilicus                               | 1                                       | 2                                       | 3:19,66                                 |
| 2024                                    | Apollonia                               | 2                                       | 4                                       | 3:19,73                                 |
| 2025                                    | Apollonia                               | 2                                       | 4                                       | 3:10,25                                 |
| 2025                                    | Apollonia                               | Finalen                                 | 4                                       | 3:11,62                                 |
| 2025                                    | Profus                                  | 1                                       | 3                                       | 3:18,30                                 |

| Hurtigste individuelle koldstarter (under 36 sekunder) | Hurtigste individuelle koldstarter (under 36 sekunder) | Hurtigste individuelle koldstarter (under 36 sekunder) | Hurtigste individuelle koldstarter (under 36 sekunder) | Hurtigste individuelle koldstarter (under 36 sekunder) | Hurtigste individuelle koldstarter (under 36 sekunder) | Hurtigste individuelle koldstarter (under 36 sekunder) | Hurtigste individuelle koldstarter (under 36 sekunder) | Hurtigste individuelle koldstarter (under 36 sekunder) | Hurtigste individuelle koldstarter (under 36 sekunder) | Hurtigste individuelle koldstarter (under 36 sekunder) | Hurtigste individuelle koldstarter (under 36 sekunder) |
| Årstal                                                 | Forening                                               | Sejler                                                 | Heat                                                   | Bane                                                   | Roning 1                                               | Løb til øl                                             | Øl                                                     | Spin                                                   | Løb til båd                                            | Roning 2                                               | Total                                                  |
| ------------------------------------------------------ | ------------------------------------------------------ | ------------------------------------------------------ | ------------------------------------------------------ | ------------------------------------------------------ | ------------------------------------------------------ | ------------------------------------------------------ | ------------------------------------------------------ | ------------------------------------------------------ | ------------------------------------------------------ | ------------------------------------------------------ | ------------------------------------------------------ |
| 2017                                                   | SIFFOS                                                 | Niklas Berg                                            | 3                                                      | 2                                                      | 8,83                                                   | 2,42                                                   | 2,54                                                   | 9,97 (11)                                              | 1,82                                                   | 8,07                                                   | 33,67                                                  |
| 2024                                                   | Profus                                                 | Frederik Birkemose                                     | 3                                                      | 3                                                      | 9,84                                                   | 2,84                                                   | 1,2                                                    | 7,84 (11)                                              | 2,16                                                   | 9,84                                                   | 33,72                                                  |
| 2016                                                   | SIFFOS                                                 | Niklas Berg                                            | 1                                                      | 2                                                      | 8,55                                                   | 2,28                                                   | 2,62                                                   | 9,84 (10)                                              | 1,76                                                   | 9,0                                                    | 34,08                                                  |
| 2019                                                   | Umbilicus                                              | Mathias Skov                                           | Finalen                                                | 2                                                      | 9,86                                                   | 2,36                                                   | 2,67                                                   | 7,9 (10)                                               | 1,9                                                    | 10,31                                                  | 35,01                                                  |
| 2024                                                   | Profus                                                 | Frederik Birkemose                                     | Finalen                                                | 3                                                      | 10,52                                                  | 2,76                                                   | 2,2                                                    | 7,92 (11)                                              | 2,2                                                    | 9,8                                                    | 35,40                                                  |
| 2024                                                   | Alkymia                                                | Sune Gandrup                                           | 2                                                      | 3                                                      | 11,36                                                  | 2,76                                                   | 2,36                                                   | 6,96 (10)                                              | 1,68                                                   | 10,32                                                  | 35,44                                                  |
| 2017                                                   | SIFFOS                                                 | Niklas Berg                                            | Finalen                                                | 2                                                      | 9,17                                                   | 3,42                                                   | 2,5                                                    | 10,01 (12)                                             | 1,6                                                    | 8,76                                                   | 35,47                                                  |
| 2022                                                   | Profus                                                 | Frederik Birkemose                                     | 2                                                      | 2                                                      | 10,62                                                  | 2,23                                                   | 2,2                                                    | 8,81 (11)                                              | 1,52                                                   | 10,28                                                  | 35,68                                                  |
| 2024                                                   | Umbilicus                                              | Morten Bækby                                           | Finalen                                                | 1                                                      | 11,28                                                  | 2,48                                                   | 2,44                                                   | 7,12 (10)                                              | 2,2                                                    | 10,24                                                  | 35,76                                                  |
| 2017                                                   | ØF                                                     | Matias Bertelsen                                       | 1                                                      | 1                                                      | 11,19                                                  | 2,62                                                   | 2,63                                                   | 8,39 (11)                                              | 2,30                                                   | 8,71                                                   | 35,84                                                  |
| 2015                                                   | Umbilicus                                              | Henrik Kjeldbjerg                                      | 1                                                      | 3                                                      | 10,53                                                  | 2,6                                                    | 2,78                                                   | 7,88 (10)                                              | 2,15                                                   | 9,9                                                    | 35,87                                                  |
| 2015                                                   | SIFFOS                                                 | Niklas Berg                                            | 1                                                      | 2                                                      | 8,66                                                   | 3,17                                                   | 3,09                                                   | 10,76 (11)                                             | 1,74                                                   | 8,43                                                   | 35,88                                                  |

| Foreningers placeringer i finalen | Foreningers placeringer i finalen | Foreningers placeringer i finalen | Foreningers placeringer i finalen | Foreningers placeringer i finalen | Foreningers placeringer i finalen |
| Forening                          | 1. plads                          | 2. plads                          | 3. plads                          | 4.plads                           | Total                             |
| --------------------------------- | --------------------------------- | --------------------------------- | --------------------------------- | --------------------------------- | --------------------------------- |
| Umbilicus                         | 10                                | 2                                 | 1                                 | 0                                 | 13                                |
| Økonomisk Forening                | 4                                 | 2                                 | 5                                 | 0                                 | 11                                |
| FUT                               | 1                                 | 4                                 | 5                                 | 1                                 | 11                                |
| Psykologi                         | 3                                 | 2                                 | 2                                 | 1                                 | 8                                 |
| Politologisk Forening             | 1                                 | 3                                 | 1                                 | 0                                 | 5                                 |
| Profus                            | 0                                 | 1                                 | 1                                 | 2                                 | 4                                 |
| Beerceps Maximus                  | 0                                 | 2                                 | 1                                 | 0                                 | 3                                 |
| SIFFOS                            | 0                                 | 2                                 | 0                                 | 0                                 | 2                                 |
| Apollonia                         | 1                                 | 0                                 | 2                                 | 0                                 | 3                                 |